# Šimon Bartko
Šimon Bartko, né le 11 juillet 1996 à Prešov, est un biathlète slovaque.

## Biographie
Bartko, originaire du village de Široké, est au départ de sa première compétition internationale majeure en 2013, à l'occasion des Championnats du monde junior. Un an plus tard, à Presque Isle, il obtient son premier résultat significatif en prenant cinquième place au sprint du championnat du monde junior.
En 2014-2015, il fait ses débuts dans l'IBU Cup, où il entre deux fois dans le top 40, mais a part cela il ne s'illustre pas aux Championnats du monde junior. Il manque notamment d'entraînement structuré pour le tir, ce qui le met en difficulté dans cet exercice.
Il montre des progrès (notamment en ski de fond) lors de la saison 2016-2017, où il fait son incursion dans le top vingt en IBU Cup, à Otepää (18e).
Suivant une quatrième place aux Championnats du monde d'été junior, il fait son apparition dans la Coupe du monde au Grand-Bornand. Il est alors qualifié pour les Jeux Jeux olympiques d'hiver de 2018, à Pyeongchang, où il est 74e du sprint, avec 5 fautes au tir, mais à moins d'une minute du meilleur temps de ski, et prend départ au relais. En janvier 2019, le slovaque entre dans le top 60 en Coupe du monde sur le sprint d'Oberhof.
En 2020, il est sélectionné pour ses premiers championnats du monde à Anterselva, où il réalise son meilleur résultat jusque là avec une 43e place sur le sprint.
En mars 2021, il entre pour la première fois dans les points en Coupe du monde à Nové Město, avec une 40e place sur le sprint (1 faute au tir).

## Palmarès

### Jeux olympiques d'hiver
| Épreuve / Édition                | Individuel | Sprint | Poursuite | Départ en masse' | Relais | Relais mixte |
| Jeux olympiques 2018 Pyeongchang | -          | 74e    | -         | -                | 18e    | -            |

Légende :
- - : Non disputée par Bartko

### Championnats du monde
| Épreuve / Édition                | Individuel | Sprint | Poursuite | Mass start | Relais | Relais mixte |
| Mondiaux 2020 Antholz-Anterselva | 67e        | 43e    | 57e       | -          | 17e    | -            |
| Mondiaux 2021 Pokljuka           | -          | 80e    | -         | -          | 17e    | -            |

Légende :
- — : non disputée par Bartko

### Coupe du monde
- Meilleur résultat individuel : 40e.

#### Classements en Coupe du monde
| Année     | Classement général final | Sprint | Poursuite | Individuel | Mass start |
| 2020-2021 |                          |        |           |            |            |